# Lago Guinas
Lago Guinas es el mayor de los dos lagos naturales de Namibia. Es un lago creado por el deslizamiento de tierra, debido al colapso de una cueva cárstica ubicada a 32 km al norte de Tsumeb cerca de la carretera D3043. Tiene unos 300 metros de largo y 175 metros de ancho cerca del fondo, con una profundidad máxima de 133 metros.
Es el hábitat de la tilapia guinasana, una especie de pez cíclido en peligro crítico de extinción, que era endémico de este lago, pero que más tarde fue introducido en el lago hermano Otjikoto, así como en algunas presas agrícolas cercanas. La afirmación de que el Guinas esta realmente conectado al lago Otjikoto por cuevas subterráneas se hace con frecuencia, pero no se ha probado hasta ahora.
El lago está situado en las tierras agrícolas privadas, pero se puede visitar con el permiso del propietario. El lago y sus cavernas submarinas fueron inspeccionados en 2019 por el vehículo submarino autónomo Sunfish.